# Unbihexi
Unbihexi (tên quốc tế: unbihexium), hay nguyên tố 126, là một nguyên tố hóa học giả thuyết với số nguyên tử 126 và được ký hiệu tạm thời là Ubh. Đây là nguyên tố có điểm lý thú do nó nằm ở đỉnh của giả thiết đảo ổn định.